# Crew Stoneley
Crew Stoneley   (Leeds, 9 de maig de 1911 - Dorset, 27 d'agost de 2002) va ser un atleta anglès, especialista en curses de velocitat, que va competir durant la dècada de 1930.
Nascut a Leeds, estudià a Blundell's School, i el 1931 s'incorporà a la British Army, d'on es retirà el 194 com a brigadier.
El 1932 va prendre part en els Jocs Olímpics de Los Angeles, on va disputar dues proves del programa d'atletisme. Guanyà la medalla de plata en els 4x400 metres relleus, formant equip amb Thomas Hampson, David Burghley i Godfrey Rampling, mentre en els 400 metres quedà eliminat en semifinals.
En el seu palmarès també destaquen dues medalles als Jocs de l'Imperi Britànic de 1934, una d'or en els 4x440 iardes i una de bronze en les 440 iardes.

## Millors marques
- 440 iardes. 48.7" (1934)[1]